# جاك أوستين
جاك أوستين (بالإنجليزية: Jack Austin)‏ هو نقابي ولاعب كرة قدم أسترالية وسياسي أسترالي، ولد في 9 ديسمبر 1910 في أستراليا، وتوفي في 8 مارس 1983 في أستراليا بسبب سرطان البنكرياس. حزبياً، نشط في حزب العمال الأسترالي.

## روابط خارجية
- جاك أوستين على موقع AustralianFootball.com (الإنجليزية)
- جاك أوستين على موقع AFLtables.com (الإنجليزية)